# Domiciano de Melitene
Domiciano de Melitene (564 - 602) fue un obispo anatólico del siglo VI, que intentó convertir a sus vecinos persas, aunque no lo logró. Es venerado como santo el 10 de enero.

## Hagiografía
Se sabe que Domiciano de Melitene fue consejero del emperador Mauricio, quién lo envió a Persia para cristianizar a los nativos. Su cometido fue infructuoso, así que volvió a Constantinopla, para seguir con su labor, hasta la muerte del emperador.